# Liga Campionilor EHF Feminin 2019-2020
Liga Campionilor EHF Feminin 2019-20 a fost a 27-a ediție a Ligii Campionilor EHF Feminin, competiția celor mai bune cluburi de handbal feminin din Europa, organizată și supervizată de Federația Europeană de Handbal.
Din cauza pandemiei de coronaviroză, sferturile de finală, programate inițial să se desfășoare la începutul lunii aprilie, au fost amânate pentru mijlocul lunii iunie, apoi pentru septembrie, iar ulterior anulate. Final4-ul a fost mai întâi reprogramat din mai în septembrie, iar apoi anulat.

## Formatul competiției
Grupele preliminare
În această rundă au luat parte 16 echipe, împărțite în patru grupe preliminare de câte patru, în care au jucat într-un turneu de tip fiecare cu fiecare, cu meciuri pe teren propriu și în deplasare. Primele trei echipe din fiecare grupă s-au calificat în grupele principale.
Grupele principale
Cele 12 echipe calificate au fost divizate în două grupe de câte șase, în care au jucat în sistem fiecare cu fiecare, cu meciuri pe teren propriu și în deplasare. Echipele și-au păstrat punctele câștigate în grupele preliminare în meciurile împotriva celorlalte două adversare calificate și ele în grupele principale. Primele patru echipe din fiecare grupă ar fi trebuit să avanseze în sferturile de finală. 
Fazele eliminatorii
Precum în anii anteriori, cele 4 câștigătoare ale sferturilor de finală ar fi trebuit să își dispute titlul european în formatul EHF FINAL4.

## Repartizarea echipelor
15 echipe s-au calificat direct în faza grupelor. Alte 4 s-au înfruntat într-un turneu de calificări, iar câștigătoarea acestuia a avansat în faza grupelor.
16 campioane naționale s-au înscris pe baza clasamentului EHF pentru a lua parte la cea de-a 27 ediție a competiției, în timp ce alte 8 echipe eligibile pentru a juca în Cupa EHF au solicitat dreptul de a evolua în Liga Campionilor pe baza unui wild card:
| Echipe înscrise pe baza clasamentului EHF    | Echipe înscrise pe baza clasamentului EHF | Echipe înscrise pe baza clasamentului EHF | Echipe înscrise pe baza clasamentului EHF |
| -------------------------------------------- | ----------------------------------------- | ----------------------------------------- | ----------------------------------------- |
| RK Podravka                                  | DHK Baník Most                            | Team Esbjerg                              | Rocasa Gran Canaria                       |
| Metz Handball                                | SG BBM Bietigheim                         | Győri Audi ETO KC                         | ŽRK Budućnost                             |
| Vipers Kristiansand                          | MKS Lublin                                | SCM Râmnicu Vâlcea                        | Rostov-Don                                |
| RK Krim                                      | ŽORK Jagodina                             | IK Sävehof                                | Kastamonu Bld GSK                         |
| Echipe înscrise pentru locurile suplimentare |                                           |                                           |                                           |
| Odense Håndbold                              | Brest Bretagne HB                         | Thüringer HC                              | FTC-Rail Cargo Hungaria                   |
| Siófok KC                                    | ÉRD NB                                    | Storhamar HE                              | CSM București                             |

Înscrierea cluburilor nu le-a oferit automat dreptul de participare, acesta fiind decis de EHF pe baza regulamentului, iar lista finală a participanților a fost confirmată de Comitetul Executiv al EHF pe 21 iunie 2019:
| Faza grupelor           | Faza grupelor       | Faza grupelor     | Faza grupelor      |
| ----------------------- | ------------------- | ----------------- | ------------------ |
| Győri Audi ETO KC       | ŽRK Budućnost       | Rostov-Don        | Metz Handball      |
| Team Esbjerg            | Vipers Kristiansand | SG BBM Bietigheim | RK Krim            |
| IK Sävehof              | MKS Lublin          | RK Podravka       | SCM Râmnicu Vâlcea |
| FTC-Rail Cargo Hungaria | CSM București       | Brest Bretagne HB | DHK Baník Most1)   |
| Turneul de calificare   |                     |                   |                    |
| Rocasa Gran Canaria     | ŽORK Jagodina       | DHK Baník Most    | Kastamonu Bld GSK  |

Federația Europeană de Handbal a anunțat urnele valorice pe 24 iunie 2014:
| Urna 1                                                        | Urna a 2-a                                             | Urna a 3-a                                          | Urna a 4-a                                                               |
| ------------------------------------------------------------- | ------------------------------------------------------ | --------------------------------------------------- | ------------------------------------------------------------------------ |
| Metz Handball Győri Audi ETO KC SCM Râmnicu Vâlcea Rostov-Don | Team Esbjerg ŽRK Budućnost Vipers Kristiansand RK Krim | RK Podravka SG BBM Bietigheim MKS Lublin IK Sävehof | FTC-Rail Cargo Hungaria CSM București Brest Bretagne HB DHK Baník Most1) |

## Tragerile la sorți
Tragerea la sorți pentru găzduirea turneului de calificare a avut loc pe 26 iunie 2019, la sediul EHF din Viena, Austria, iar cea pentru faza grupelor a avut loc la Erste Campus din Viena, pe 27 iunie 2019.
| Faza                  | Data tragerii la sorți |
| --------------------- | ---------------------- |
| Turneul de calificare | 26 iunie 2019          |
| Faza grupelor         | 27 iunie 2019          |
| Fazele eliminatorii   | 27 iunie 2019          |
| Final4                | Anulată                |

## Etapa calificărilor
La barajul de calificare au luat parte 4 echipe. Ele s-au înfruntat într-o grupă în care au jucat o semifinală și o finală, respectiv un meci pentru locurile 3-4. DHK Baník Most, câștigătoarea barajului de calificare, s-a calificat în faza grupelor. Tragerea la sorți pentru găzduirea barajului de calificare a avut loc pe 26 iunie 2019, la sediul EHF din Viena, Austria, și a fost câștigată de orașul Most din Cehia.

### Turneul de calificare
|  | Semifinalele        | Semifinalele  |                   |    | Finala | Finala |
|  |                     |               |                   |    |        |        |
|  | 7 septembrie 2019   |               |                   |    |        |        |
|  |                     |               |                   |    |        |        |
|  | Rocasa Gran Canaria | 21            |                   |    |        |        |
|  | Rocasa Gran Canaria | 21            | 8 septembrie 2019 |    |        |        |
|  | DHK Baník Most      | 28            |                   |    |        |        |
|  | DHK Baník Most      | 28            | DHK Baník Most    | 35 |        |        |
|  | 7 septembrie 2019   |               | DHK Baník Most    | 35 |        |        |
|  |                     | Kastamonu GSK | 33                |    |        |        |
|  | Kastamonu GSK       | Kastamonu GSK | 33                | 31 |        |        |
|  | Kastamonu GSK       |               |                   | 31 |        |        |
|  | ŽORK Jagodina       | 15            |                   |    |        |        |
|  | ŽORK Jagodina       | 15            | Finala mică       |    |        |        |
|  |                     |               |                   |    |        |        |
|  | 8 septembrie 2019   |               |                   |    |        |        |
|  |                     |               |                   |    |        |        |
|  | Rocasa Gran Canaria | 28            |                   |    |        |        |
|  | Rocasa Gran Canaria | 28            |                   |    |        |        |
|  | ŽORK Jagodina       | 15            |                   |    |        |        |

## Faza grupelor
Tragerea la sorți a avut loc pe 27 iunie 2019 și a fost transmisă în direct pe canalul ehfTV și printr-un live ticker.
În urma tragerii la sorți au rezultat grupele de mai jos. În fiecare grupă echipele au jucat una împotriva celeilalte după sistemul fiecare cu fiecare, în meciuri tur și retur.
| Modul de departajare |
| --- |
| În faza grupelor echipele au fost departajate pe bază de punctaj (2 puncte pentru victorie, 1 punct pentru meci egal, 0 puncte pentru înfrângere). La terminarea fazei grupelor, dacă două sau mai multe echipe dintr-o grupă ar fi acumulat același număr de puncte, atunci departajarea lor s-ar fi făcut conform capitolului 4.3, secțiunea 4.3.1.1 din regulament, ținând cont de următoarele criterii și în următoarea ordine: 1. Cel mai mare număr de puncte obținute în meciurile directe; 2. Golaveraj superior în meciurile directe; 3. Cel mai mare număr de goluri înscrise în meciurile directe (sau în meciul din deplasare, în cazul sistemului tur-retur); 4. Golaveraj superior în toate meciurile din grupă; 5. Cel mai bun golaveraj pozitiv în toate meciurile din grupă; Dacă, folosind criteriile de mai sus, ar fi fost determinat locul uneia din echipele cu punctaj egal, criteriile ar fi fost din nou folosite în aceeași ordine până când ar fi fost determinat locul tuturor echipelor. În situația în care echipele ar fi rămas la egalitate și după folosirea criteriilor de mai sus, atunci Federația Europeană de Handbal ar fi urmat să ia o decizie de departajare prin tragere la sorți. Nu a fost nevoie de aplicarea acestor criterii, echipele fiind departajate direct de punctele acumulate. În timpul fazei grupelor, doar criteriile 4–5 s-au aplicat pentru a determina clasamentul provizoriu al echipelor. |

|  | Echipele calificate în grupele principale          |
|  | Echipele retrogradate în Faza grupelor a Cupei EHF |

### Grupa A
| Echipa              | M | V | E | Î | GM  | GP  | G   | Pct |
| ------------------- | - | - | - | - | --- | --- | --- | --- |
| Metz Handball       | 6 | 4 | 2 | 0 | 194 | 158 | +36 | 10  |
| Vipers Kristiansand | 6 | 3 | 1 | 2 | 178 | 168 | +10 | 7   |
| Ferencvárosi TC     | 6 | 2 | 1 | 3 | 167 | 180 | −13 | 5   |
| RK Podravka         | 6 | 1 | 0 | 5 | 161 | 194 | −33 | 2   |

|               | MTZ     | VIP     | KOP     | FTC     |
| ------------- | ------- | ------- | ------- | ------- |
| Metz Handball | –       | 26 – 17 | 40 – 26 | 24 – 24 |
| Vipers        | 38 – 38 | –       | 34 – 28 | 31 – 22 |
| RK Podravka   | 25 – 32 | 25 – 24 | –       | 26 – 27 |
| Ferencváros   | 28 – 34 | 29 – 34 | 37 – 31 | –       |

### Grupa B
| Echipa        | M | V | E | Î | GM  | GP  | G   | Pct |
| ------------- | - | - | - | - | --- | --- | --- | --- |
| Rostov-Don    | 6 | 4 | 1 | 1 | 167 | 143 | +24 | 9   |
| Team Esbjerg  | 6 | 4 | 0 | 2 | 167 | 149 | +18 | 8   |
| CSM București | 6 | 3 | 1 | 2 | 153 | 131 | +22 | 7   |
| MKS Lublin    | 6 | 0 | 0 | 6 | 123 | 187 | −64 | 0   |

|               | ROS     | ESB     | LUB     | CSM     |
| ------------- | ------- | ------- | ------- | ------- |
| Rostov-Don    | –       | 34 – 26 | 31 – 21 | 23 – 22 |
| Team Esbjerg  | 31 – 26 | –       | 35 – 22 | 22 – 24 |
| MKS Lublin    | 20 – 30 | 22 – 28 | –       | 19 – 28 |
| CSM București | 23 – 23 | 21 – 25 | 35 – 19 | –       |

### Grupa C
| Echipa             | M | V | E | Î | GM  | GP  | G   | Pct |
| ------------------ | - | - | - | - | --- | --- | --- | --- |
| Brest Bretagne HB  | 6 | 6 | 0 | 0 | 201 | 169 | +32 | 12  |
| ŽRK Budućnost      | 6 | 4 | 0 | 2 | 168 | 157 | +11 | 8   |
| SCM Râmnicu Vâlcea | 6 | 1 | 0 | 5 | 148 | 165 | −17 | 2   |
| SG BBM Bietigheim  | 6 | 1 | 0 | 5 | 171 | 197 | −26 | 2   |

|                | VÂL     | BUD     | BIE     | BRE     |
| -------------- | ------- | ------- | ------- | ------- |
| SCM Vâlcea     | –       | 20 – 21 | 34 – 27 | 23 – 26 |
| ŽRK Budućnost  | 23 – 19 | –       | 34 – 28 | 32 – 35 |
| SG Bietigheim  | 31 – 28 | 23 – 30 | –       | 32 – 35 |
| Brest Handball | 37 – 24 | 32 – 28 | 36 – 30 | –       |

### Grupa D
| Echipa            | M | V | E | Î | GM  | GP  | G   | Pct |
| ----------------- | - | - | - | - | --- | --- | --- | --- |
| Győri Audi ETO KC | 6 | 6 | 0 | 0 | 216 | 147 | +69 | 12  |
| IK Sävehof        | 6 | 2 | 1 | 3 | 148 | 166 | −18 | 5   |
| RK Krim           | 6 | 2 | 0 | 4 | 158 | 170 | −12 | 4   |
| DHK Baník Most1)  | 6 | 1 | 1 | 4 | 151 | 190 | −39 | 3   |

|              | GYŐ     | RKK     | SÄV     | BAN1)   |
| ------------ | ------- | ------- | ------- | ------- |
| Győri ETO KC | –       | 31 – 26 | 35 – 23 | 35 – 29 |
| RK Krim      | 21 – 33 | –       | 26 – 28 | 29 – 31 |
| IK Sävehof   | 27 – 36 | 21 – 25 | –       | 24 – 19 |
| Baník Most1) | 21 – 46 | 26 – 31 | 25 – 25 | –       |

Note
1) Provenită din Turneul de calificare

## Grupele principale
În această fază au avansat primele trei echipe din fiecare grupă preliminară. Fiecare echipă și-a păstrat punctele și golaverajul obținute în meciurile directe contra celorlalte echipe calificate din grupă.
În fiecare grupă principală echipele au jucat una împotriva celeilalte după sistemul fiecare cu fiecare, în meciuri tur și retur.
|  | Echipele calificate în sferturile de finală |
|  | Echipele eliminate din competiție           |

### Grupa 1
| Echipa              | M  | V | E | Î | GM  | GP  | G   | Pct |
| ------------------- | -- | - | - | - | --- | --- | --- | --- |
| Metz Handball       | 10 | 5 | 3 | 2 | 289 | 270 | +19 | 13  |
| Team Esbjerg        | 10 | 6 | 1 | 3 | 289 | 279 | +10 | 13  |
| Rostov-Don          | 10 | 6 | 1 | 3 | 279 | 266 | +13 | 13  |
| CSM București       | 10 | 5 | 1 | 4 | 251 | 250 | +1  | 11  |
| Ferencvárosi TC     | 10 | 2 | 1 | 7 | 270 | 291 | −21 | 5   |
| Vipers Kristiansand | 10 | 2 | 1 | 7 | 281 | 303 | −22 | 5   |

|               | MTZ     | ROS     | VIP     | ESB     | CSM     | FTC     |
| ------------- | ------- | ------- | ------- | ------- | ------- | ------- |
| Metz Handball | –       | 23 – 20 | 26 – 17 | 31 – 31 | 28 – 26 | 24 – 24 |
| Rostov-Don    | 24 – 29 | –       | 33 – 26 | 34 – 26 | 23 – 22 | 29 – 26 |
| Vipers        | 38 – 38 | 29 – 32 | –       | 31 – 35 | 23 – 25 | 31 – 22 |
| Team Esbjerg  | 30 – 29 | 31 – 26 | 35 – 30 | –       | 22 – 24 | 29 – 27 |
| CSM București | 32 – 27 | 23 – 23 | 28 – 22 | 21 – 25 | –       | 27 – 24 |
| Ferencváros   | 28 – 34 | 31 – 35 | 29 – 34 | 26 – 25 | 33 – 23 | –       |

### Grupa a 2-a
| Echipa             | M  | V | E | Î | GM  | GP  | G   | Pct |
| ------------------ | -- | - | - | - | --- | --- | --- | --- |
| Győri Audi ETO KC  | 10 | 9 | 1 | 0 | 309 | 252 | +57 | 19  |
| Brest Bretagne HB  | 10 | 8 | 1 | 1 | 311 | 253 | +58 | 17  |
| ŽRK Budućnost      | 10 | 5 | 0 | 5 | 271 | 266 | +5  | 10  |
| SCM Râmnicu Vâlcea | 10 | 3 | 1 | 6 | 245 | 252 | −7  | 7   |
| RK Krim            | 10 | 2 | 1 | 7 | 250 | 291 | −41 | 5   |
| IK Sävehof         | 10 | 1 | 0 | 9 | 224 | 296 | −72 | 2   |

|                | GYŐ     | BRE     | BUD     | RKK     | SÄV     | VÂL     |
| -------------- | ------- | ------- | ------- | ------- | ------- | ------- |
| Győri ETO KC   | –       | 27 – 27 | 26 – 24 | 31 – 26 | 35 – 23 | 35 – 29 |
| Brest Handball | 28 – 29 | –       | 32 – 28 | 37 – 26 | 31 – 22 | 37 – 24 |
| ŽRK Budućnost  | 27 – 28 | 32 – 35 | –       | 30 – 28 | 30 – 25 | 23 – 19 |
| RK Krim        | 21 – 33 | 25 – 29 | 29 – 23 | –       | 26 – 28 | 28 – 28 |
| IK Sävehof     | 27 – 36 | 17 – 29 | 24 – 33 | 21 – 25 | –       | 17 – 23 |
| SCM Vâlcea     | 23 – 26 | 20 – 29 | 20 – 21 | 31 – 16 | 28 – 20 | –       |

## Fazele eliminatorii
În această fază au avansat inițial primele patru echipe din fiecare grupă principală. Pe 26 iunie 2020, EHF a anunțat că fazele eliminatorii, cuprinzând sferturile de finală și Final 4, au fost anulate din cauza pandemiei de coronaviroză.

### Sferturile de finală
| Echipa 1           | Scor gen. | Echipa 2                | Tur     | Retur     |
| ------------------ | --------- | ----------------------- | ------- | --------- |
| SCM Râmnicu Vâlcea | Anulat    | Metz Handball           | 3–5 apr | 10–12 apr |
| CSM București      | Anulat    | Győri Audi ETO KC       | 3–5 apr | 10–12 apr |
| ŽRK Budućnost      | Anulat    | Team Esbjerg            | 3–5 apr | 10–12 apr |
| Rostov-Don         | Anulat    | Brest Bretagne Handball | 3–5 apr | 10–12 apr |

### Final4
Câștigătoarele sferturilor de finală ar fi trebuit să se califice în turneul Final4, programat inițial a se desfășura în Sala László Papp din Budapesta, între 9 și 10 mai 2020, apoi reprogramat pentru septembrie și ulterior anulat.
|  | Semifinalele Sala László Papp, Budapesta | Semifinalele Sala László Papp, Budapesta |  |  | Finala Sala László Papp, Budapesta | Finala Sala László Papp, Budapesta |
|  |                                          |                                          |  |  |                                    |                                    |
|  | 9 mai 2019 septembrie 2020 Anulat        |                                          |  |  |                                    |                                    |
|  |                                          |                                          |  |  |                                    |                                    |
|  |                                          |                                          |  |  |                                    |                                    |
|  | 10 mai 2019 septembrie 2020 Anulat       |                                          |  |  |                                    |                                    |
|  |                                          |                                          |  |  |                                    |                                    |
|  |                                          |                                          |  |  |                                    |                                    |
|  | 9 mai 2019 septembrie 2020 Anulat        |                                          |  |  |                                    |                                    |
|  |                                          |                                          |  |  |                                    |                                    |
|  |                                          |                                          |  |  |                                    |                                    |
|  |                                          |                                          |  |  |                                    |                                    |
|  |                                          |                                          |  |  |                                    |                                    |
|  | Finala mică                              |                                          |  |  |                                    |                                    |
|  |                                          |                                          |  |  |                                    |                                    |
|  | 10 mai 2019 septembrie 2020 Anulat       |                                          |  |  |                                    |                                    |
|  |                                          |                                          |  |  |                                    |                                    |
|  |                                          |                                          |  |  |                                    |                                    |
|  |                                          |                                          |  |  |                                    |                                    |
|  |                                          |                                          |  |  |                                    |                                    |

## Premiile competiției

### All-Star Team
Echipa ideală și alte premii au fost anunțate pe 5 iunie 2020.
- Portar:  Amandine Leynaud (FRA) (Győri Audi ETO KC)
- Extremă dreapta:  Jovanka Radičević (MNE) (ŽRK Budućnost)
- Inter dreapta:  Anna Viahireva (RUS) (Rostov-Don)
- Centru:  Stine Bredal Oftedal (NOR) (Győri Audi ETO KC)
- Inter stânga:  Cristina Neagu (ROU) (CSM București)
- Extremă stânga:  Sanna Solberg-Isaksen (NOR) (Team Esbjerg)
- Pivot:  Asma Elghaoui (HUN) (SCM Râmnicu Vâlcea)

### Alte premii
- Cel mai bun antrenor:  Emmanuel Mayonnade (FRA) (Metz Handball)
- Cea mai bună tânără jucătoare:  Noémi Háfra (HUN) (FTC-Rail Cargo Hungaria)
- Cea mai bună apărătoare:  Eduarda Amorim (BRA) (Győri Audi ETO KC)

## Clasamentul marcatoarelor
Actualizat pe 8 martie 2020
| Poz. | Nume                       | Echipă                  | Goluri |
| ---- | -------------------------- | ----------------------- | ------ |
| 1    | Jovanka Radičević (MNE)    | ŽRK Budućnost           | 97     |
| 2    | Katrin Klujber (HUN)       | FTC-Rail Cargo Hungaria | 84     |
| 3    | Ana Gros (SLO)             | Brest Bretagne Handball | 78     |
| 4    | Estavana Polman (NED)      | Team Esbjerg            | 74     |
| 5    | Cristina Neagu (ROU)       | CSM București           | 72     |
| 6    | Alja Varagić (SLO)         | RK Krim                 | 62     |
| 7    | Sonja Frey (AUT)           | Team Esbjerg            | 61     |
| 8    | Stine Bredal Oftedal (NOR) | Győri Audi ETO KC       | 58     |
| 9    | Anna Viahireva (RUS)       | Rostov-Don              | 57     |
| 10   | Iulia Managarova (RUS)     | Rostov-Don              | 56     |